# Suhpalacsa sordidatus
Suhpalacsa sordidatus is een insect uit de familie van de vlinderhaften (Ascalaphidae), die tot de orde netvleugeligen (Neuroptera) behoort. 
Suhpalacsa sordidatus is voor het eerst wetenschappelijk beschreven door Navás in 1931.